# طاهر بن حسين بن طاهر
طاهر بن حسين بن طاهر (1184 - 1241 هـ) عالم دين وأديب وقائد سياسي حضرمي. كان ساعيًا في الإصلاح بين الناس وإطفاء نيران الفتن ونشر أعلام الحق. نودي بأمير المؤمنين ولقب بناصر الدين سنة 1220 هـ حيث قام بهمّة عظيمة ومساع مع إخوان له لإقامة دولة إسلامية موحدة في حضرموت وذلك لإنقاذ وطنه وقومه من الاستبدادات التي سادت من قبل القبائل المسلحة.

## نسبه
طاهر بن حسين بن طاهر بن محمد بن هاشم بن عبد الرحمن بن عبد الله بن عبد الرحمن بن محمد مغفون بن عبد الرحمن بابطينة بن أحمد بن علوي بن الفقيه أحمد بن عبد الرحمن بن علوي عم الفقيه المقدم بن محمد صاحب مرباط بن علي خالع قسم بن علوي بن محمد بن علوي بن عبيد الله بن أحمد المهاجر بن عيسى بن محمد النقيب بن علي العريضي بن جعفر الصادق بن محمد الباقر بن علي زين العابدين بن الحسين السبط بن الإمام علي بن أبي طالب، والإمام علي زوج فاطمة بنت محمد ﷺ.
فهو الحفيد 29 لرسول الله محمد ﷺ في سلسلة نسبه.

## مولده ونشأته
ولد بتريم في حضرموت في الرابع من شهر شعبان سنة 1184 هـ. ونشأ في بيت علم وصلاح، وكان ممن شارك في تربيته عمته أم كلثوم بنت طاهر التي تعد من أفضل نساء عصرها لاتساعها في العلوم. ودرس هو وشقيقه عبد الله بن حسين العلوم الشرعية والعربية والعقلية على أئمة كبار حضارمة ويمانيين وحجازيين واشتهرا بالتفوق فيها. ثم اضطرت أسرته إلى الهجرة إلى قرية المسيلة سنة 1210 هـ بسبب اضطراب الأمن في تريم.

## شيوخه
تلقى عن علماء تريم وغيرهم من علماء حضرموت وفي الحجاز أيضا، منهم:
| - أحمد بن حسن الحداد - عمر بن سقاف السقاف - حامد بن عمر المنفر - علي بن شيخ بن شهاب الدين | - عبد الرحمن بن علوي صاحب البطيحاء - عبد الرحمن بن عبد الله بافرج - عبد الله بن محمد بن سهل - جعفر بن أحمد الحبشي | - عمر بن زين بن سميط - عبد الله بن أحمد الهندوان - عيدروس بن عبد الرحمن بلفقيه - سقاف بن محمد الجفري | - عيدروس بن عبد الرحمن البار - زين العابدين بن علوي جمل الليل - محمد بن عبد الرحمن الكزبري - أحمد بن علي البحر القديمي |

## تلاميذه
وأخذ عنه جماعة من الأكابر منهم:
| - أخوه عبد الله بن حسين بن طاهر - عبد الله بن عمر بن يحيى | - عبد الله بن حسين بلفقيه - أحمد بن علي الجنيد | - محسن بن علوي السقاف - محمد بن عبد الرحمن الحداد | - عمر بن عيدروس الحبشي - محمد بن حسين الحبشي |

## دوره السياسي
كانت قبائل يافع قد انتشرت في حضرموت في القرن الثاني عشر الهجري وقوي نفوذها وتغلبت على الحكم وتقاسمت النفوذ على مناطق، وانتشرت المظالم والفوضى والفتن بين القبائل نفسها وبين غيرهم. فجاءت فكرة الثورة على الأوضاع ووجوب توحيد الأمة وإحياء الشريعة الإسلامية. فقام طاهر بن حسين لتوحيد الأمة وانهاضها، في الوقت الذي لم يجد القوم من علماء الدين والأعيان من تسمو به همته ليتولى الرئاسة من أبناء السلالات المسلحة ذات العصبية القبلية. فبايعه الناس سنة 1220 هـ وعمره 36 عاما، ونهض بأعباء الدولة بنفسه، فتعلقت به الآمال والتفوا حوله، وتقلد كثير من العلويين السلاح تحت رئاسته على خلاف تقاليدهم، وانضم إليه كثير من القبائل لنصرة الحق وتنفيذ أوامر الشريعة الإسلامية وحماية الضعيف.
ووضع العلويون في ذي الحجة 1225 هـ وثيقة الاتفاقية من الحاضرين كل منهم عن نفسه وعمن رضي من إخوانه وأصحابه وقبيلته ووقعوا عليها، ثم عقد اجتماع آخر ووضعت وثيقة وقع عليها عدد كبير من العلويين في المحرم 1226 هـ، ثم عقد اجتماع بين طاهر بن حسين وبين قبائل آل تميم ووضعت اتفاقية ووقع عليها زعماء قبائل آل تميم على أنهم ناصروه على الحق وتطبيق الشريعة الإسلامية وأن كل خصام أو قتل أو غير ذلك قبل التاريخ يكون فيه هدنة لمدة سنتين وما يقع بعد هذا التاريخ مرده إلى حكم الشريعة الإسلامية. وبهذا بايع الحاضرون طاهر بن حسين كما شهد على الوثيقة من حضر من العلويين. ثم توجه عبد الله بن علوي العيدروس إلى السرير وشبام نائبًا عن طاهر بن حسين فوضعت اتفاقية بينه وبين آل كثير على المبايعة وإقامة الحق وردع الظلم وعاهدوه على ذلك في المحرم 1226 هـ. ثم أخذت البيعة من آل جابر ووضعت اتفاقية. ووجه إلى كل من الكسادي وابن بريك أميري المكلا والشحر مندوبه وكتبه لإصلاح الحالة ومنع التوتر بينهما، فتم له ما أراد وأصلح بين قبيلتين متحاربتين هما آل عبد الشيخ وآل مرساف ونفذ حكمه في مناطق أتباعه كلها، فأمن من القتل ورفع من الظلم ووسع من نشر العلم وإنعاش الزراعة.
ومع ذلك فإنه انتصب للتدريس والتثقيف والتربية في الوقت الذي يزاول فيه تجميع وتنظيم جنوده ويشرف على التدريبات العسكرية، وكان يجعل لتلاميذه حصة للتدريب على الرماية ثم حصة بعدها للقراءة في الكتب العلمية. وحاصر مدينة تريم طويلًا لأن شيوخ يافع الموجودين وكبيرهم عبد الله بن عوض غرامة أصروا على التمادي والبقاء فيها، ثم أمر جيشه بفك الحصار وذلك أن بعض العجائز خرجن إليه يبكين ويشتكين بأن الحصار إنما أصاب المساكين والأبرياء أمثالهن.
ولم يتمكن طاهر بن حسين وإخوانه من التفرغ التام لهذه النهضة فإنهم يرون أنفسهم مضطرين للقيام بأعمال أخرى لا تقل في نظرهم عنها كنشر العلم والثقافة وتدبير أمر المعاش والتعبد. ولم يكن غرضه أن يتربع على منصة الحكم أو أن يؤسس له شخصيًا سلطنة أو دولة وإنما كل غرضه نصرة الشرع ومحو الظلم والفساد من وطنه، فرأى أمام عينيه أن الظروف غير صالحة وأن هذه التجربة غير مجدية فانسحب من الميدان وألّف لجنة من زعماء العلويين وزعماء القبائل التي تناصره للسير في الطريق التي اختطها وكتب لهم تعليمات وتوصيات بذلك ولكنهم لم يستطيعوا في النهاية تحمل هذا العبء الثقيل فحطوه عن كواهلهم. ولم تدم هذه النهضة طويلًا فكان عمرها أقل من عقد واحد من السنين وخمدت جذوتها ثم انتهت.

## مؤلفاته
كتب وألّف في الشريعة والتصوف والأدب والأذكار، وكان شاعرا وخطيبا مفوها وتعطينا معاهداته وخطاباته مع القبائل صورة حسنة للغة التخاطب التي تكتب بها المعاهدات العسكرية مع بلاغة الأسلوب وقوة العبارة بالنسبة لعصره. وله من المؤلفات:
| - «كفاية الخائض في علم الفرائض» - «إتحاف النبيل ببعض معاني حديث جبريل» | - «المسلك القريب لكل ناسك منيب» - فتاوى ووصايا ورسائل عديدة - ديوان شعر |

## وفاته
بعد أن استعفى من مهمته السياسية كرّس ما بقي من وقته في التربية والتعليم والعبادة وغيرها من المنافع حتى توفي في المسيلة ليلة الجمعة تاسع شهر ربيع الأول سنة 1241 هـ.

### استشهادات
1. ↑  القضماني، محمد ياسر (2014). السادة آل باعلوي وغيض من فيض أقوالهم الشريفة وأحوالهم المنيفة. دمشق، سوريا: دار نور الصباح. ص. 142.
2. ↑  زبارة، محمد بن محمد بن يحيى (1348 هـ). نيل الوطر من تراجم رجال اليمن في القرن الثالث عشر. القاهرة، مصر: المطبعة السلفية ومكتبتها. ج. الجزء الثاني. ص. 16. {{استشهاد بكتاب}}: تحقق من التاريخ في: |تاريخ= (مساعدة)
3. ↑  الحبشي، عيدروس بن عمر (1430 هـ). عقد اليواقيت الجوهرية. تريم، اليمن: دار العلم والدعوة. ج. الجزء الأول. ص. 323. {{استشهاد بكتاب}}: تحقق من التاريخ في: |تاريخ= (مساعدة)
4. ↑  السقاف، عبد الله بن محمد (1357 هـ). تاريخ الشعراء الحضرميين. الإسكندرية، مصر: مطبعة الرشديات. ج. الجزء الثالث. ص. 111. {{استشهاد بكتاب}}: تحقق من التاريخ في: |تاريخ= (مساعدة)